# Hermias el Filósofo
Hermias (algunas veces llamado Hermias philosophus) fue un apologeta cristiano, que según se cree, vivió a fines del siglo II y en el siglo III. Nada se sabe de su vida fuera de su nombre. Escribió una obra llamada Escarnio de los filósofos paganos o también llamada Sátira sobre los filósofos, una parodia de 10 capítulos donde alude irónicamente a temas de la filosofía griega como Dios, la naturaleza del cuerpo, el alma, el mundo, el espíritu, haciendo ver las contradicciones en que incurren las teorías filosóficas paganas. Por la temática de su obra, el idioma en que escribió y el tiempo aproximado en que lo hizo se le encuadra normalmente dentro del grupo de los apologetas griegos.
Por medio de esta obra, a Hermias se le ha honrado con el título de filósofo. Pero, sus conocimientos de filosofía son tomados de los manuales de filosofía y no de un estudio profundo de los antiguos filósofos, por lo tanto, no puede ser considerado filósofo de profesión.